# Eduardo dos Reis Carvalho
Eduardo dos Reis Carvalho ComM (Mirandela, 19 de setembro de 1982) é um antigo futebolista português que jogava como guarda-redes. Terminou a carreira em 2019/20 no Sporting Clube de Braga.

## Clubes
No ano de 2008, defendeu 3 grandes penalidades na final que ajudaram o Vitória de Setúbal na vitória na 1.ª edição da Taça da Liga, sendo este o primeiro título de Eduardo.
Em junho de 2008, com Jorge Jesus como treinador do Braga, regressou ao clube depois de duas temporadas de empréstimo.
Foi titular na temporada 2009–10 onde foi, ao lado de Quim, o guarda-redes com menos golos sofridos da liga.
Depois de cinco anos ao serviço do clube minhoto, com alguns empréstimos pelo meio, foi anunciada a sua transferência para o clube italiano do Genoa por 4,5 milhões de euros.

### Dínamo de Zagreb
Assinou, durante o Campeonato do Mundo de 2014, com o Dínamo Zagreb.

### Chelsea
A 25 de agosto de 2016, foi contratado pelo Chelsea por uma temporada.

## Selecção nacional
Foi 36 vezes internacional A. Estreou-se pela selecção a 11 de fevereiro de 2009, num amigável frente à Finlândia, jogando os primeiros 60 minutos. Após ter estreado pela Seleção, conseguiu impor-se como guarda-redes titular, jogando todos os restantes jogos da qualificatória.
No dia 1 de junho de 2010, foi incluído na lista dos 23 convocados que iriam representar a Seleção das Quinas no Mundial da FIFA 2010. Estreou-se num mundial a 15 de junho de 2010, frente à Costa da Marfim. Aqui, Eduardo teve de sofrer várias críticas em que se considerava que o guarda-redes não estava à altura da selecção. Os factos vieram provar o contrário: "Portugal não teve ataque à altura do seu guarda-redes."
A 29 de junho, frente à Espanha, fez uma excelente exibição, defendendo inúmeros remates de golo dos jogadores espanhóis, sendo para muitos o melhor jogador em campo, mas o seu esforço foi inglório porque o seu único golo sofrido significou a eliminação de Portugal.
O seu último jogo pela seleção foi em 1 de setembro de 2016, na vitória de 5–0 sobre Gibraltar, num jogo particular.
A 10 de julho de 2016, foi feito Comendador da Ordem do Mérito.

## Títulos
V.Setúbal
- Taça da Liga: 2007–08

Sp. Braga
- Taça da Liga: 2019–20

- Taça Intertoto: 2008

SL Benfica
- Taça da Liga: 2011–12

Dínamo Zagreb
- Campeonato Croata: 2014–15

Chelsea
- Campeonato Inglês: 2016–17

Seleção Portuguesa
- Campeonato Europeu: 2016